# Şəfa Futbol Klubu
Il Futbol Klubu Şəfa è una società calcistica azera, della capitale Baku, attualmente ferma, dopo la crisi finanziaria del 2004. 
A partire dal 1998 e fino al momento del provvisorio smantellamento, 6 anni più tardi, la squadra ha sempre giocato nella massima serie nazionale, la Yuksaq Liqa. Detiene come miglior risultato un quarto posto nel torneo 2000/01. Ha anche disputato un turno preliminare nella Coppa UEFA 2001-2002, nel quale ha affrontato, pur senza successo, gli sloveni dell'Olimpia Lubiana.
In seguito a problemi finanziari, durante la sosta invernale della stagione 2004/2005, la squadra si ritira dalla competizione. Nelle gare successive vengono attribuite vittorie 3-0 a tavolino agli avversari.

## Piazzamenti campionato
1998/99 - 11º posto
1999/00 - 7º posto
2000/01 - 4º posto
2001/02 - 6º posto
2002/03 - 6º posto
2004/05 - 18º posto

## Palmarès

### Competizioni nazionali
- Coppa dell'Azerbaigian: 1

2000-2001

## Şəfa nelle coppe europee
| Stagione | Torneo     | Turno       | Nazione             | Club                  | Andata | Ritorno | Totale |
| -------- | ---------- | ----------- | ------------------- | --------------------- | ------ | ------- | ------ |
| 2001-02  | Coppa UEFA | Preliminare | Slovenia (bandiera) | NK Olimpija Ljubljana | 0-4    | 0-3     | 0-7    |

In grassetto la gara casalinga.